# 三点光壳蛤
是帘蛤目帘蛤科Lioconcha属的一种。主要分布于越南、中国大陆、台湾，常栖息在潮下带20米的砂质底。